# Real, The Movie
A Real, The Movie dokumentumfilm a legsikeresebb spanyol labdarúgócsapatról, a Real Madridról. A film premierjére 2005. augusztus 25-én került sor a Santiago Bernabéu stadionban.

## Cselekmény
A film részben fiktív, részben valós történetekkel mutatja be a klub történetét, valamint Real Madrid-szurkolók rajongását a klub iránt világszerte.
Az akkori csapatból Raúl, David Beckham, Zinédine Zidane és Ronaldo kapott kisebb-nagyobb szerepet a filmben.

## Külső hivatkozások
- Real: The Movie az Internet Movie Database oldalon (angolul)